# Mario Clemente Mastella
Mario Clemente Mastella este un om politic italian, membru al Parlamentului European în perioada 1999-2004 din partea Italiei.
1. 1 2  Deputații în Parlamentul European
2. ↑   https://dati.senato.it/senatore/1512 Lipsește sau este vid: |title= (ajutor)